# Belarussische Streitkräfte
Die Belarussischen Streitkräfte (belarussisch Узброеныя сілы Беларусі, Usbrojenyja sily Belarusi – deutsch: Streitkräfte Belorusslands SKB) teilen sich in Belarussisches Heer und Belarussische Luftstreitkräfte. Sie stehen unter dem Kommando des Verteidigungsministers.

## Geschichte

### Herkunft der Streitkräfte Belorusslands – 1991/92
Während der kurzen Zeit des Bestehens der Weißrussischen Volksrepublik von 1918 bis 1919 konnte aus zeitlichen Gründen keine Armee errichtet werden, obwohl Versuche zur Schaffung eines Militärs dokumentiert wurden.
Die Armee von Belarus bildete sich nach der Unabhängigkeit des Landes im Jahr 1992 aus den Truppen des Weißrussischen Militärbezirks der Sowjetunion. Rund 70 Prozent der Offiziere waren zu dem Zeitpunkt Russen oder Ukrainer. Mit der Neustrukturierung der Streitkräfte in Hauptverteidigungskräfte als zentraler Kern von Reservistenverbänden sowie der Aufstellung einer schnellen mobilen Eingreiftruppe gab es immer wieder finanzielle Probleme. Ziel war die Aufstellung von 75.000 Soldaten.
Am 11. Januar 1992 beschloss das belarussische Parlament die Unterstellung aller ehemaligen sowjetischen Truppen auf dem Staatsgebiet unter den eigenen Oberbefehl und die Bildung eines Verteidigungsministeriums.
Am 20. März 1992 wurden offiziell die neuen Streitkräfte der Republik Belarus gebildet. Im April 1992 unterzeichnete Belarus als erster der Nachfolgestaaten der Sowjetunion die Charta von Paris der Konferenz über Sicherheit und Zusammenarbeit in Europa (KSZE).

### Territoriale Ausgliederung der Nuklearwaffen

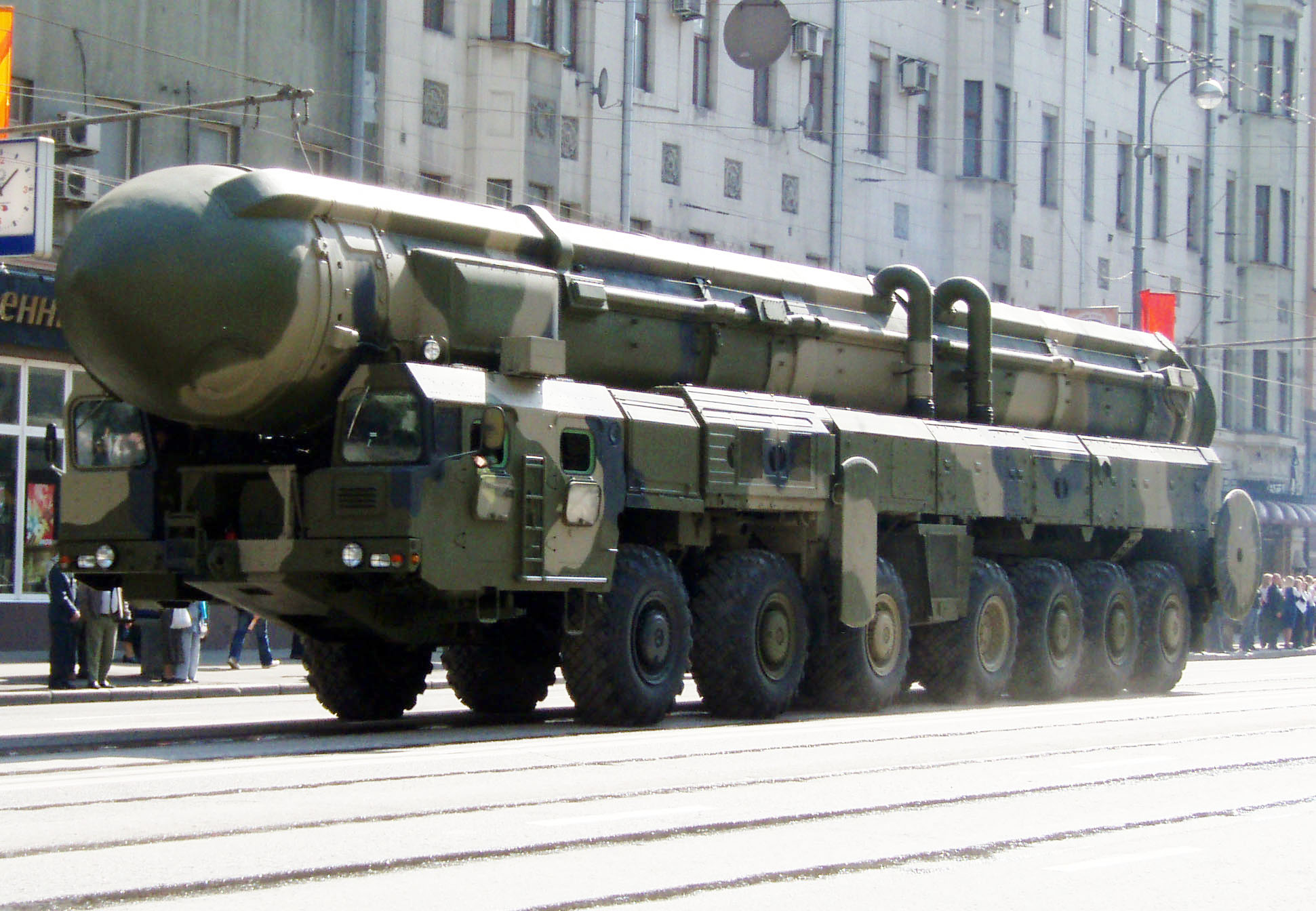
Interkontinentalraketen vom Typ RS-12M Topol (NATO-Code: SS-25 Sickle) waren bis 1996 in Belarus stationiert

Eine Ausnahme bei der Formierung der Streitkräfte Belorusslands bildeten die Strategischen Truppen (Kräfte) der ehemaligen Streitkräfte der UdSSR, die zusammen mit den taktischen Kernwaffen nach Russland zurückkehren sollten. Am 4. Februar 1992 ratifizierte das Parlament den Strategic Arms Reduction Treaty (Vertrag zur Verringerung der Strategischen Nuklearwaffen).
Bis Dezember 1995 wurden 63 Interkontinentalraketen vom Typ RS-12M Topol (NATO-Code: SS-25 Sickle) aus Belarus abgezogen. Die letzten beiden einsatzfähigen mobilen Regimenter mit rund 18 Atomraketen wurden bis Ende 1996 nach Russland verlegt.

### Entwicklung der Streitkräfte unter Lukaschenka
Nach der Machtübernahme durch Aljaksandr Lukaschenka übernahm am 21. Juli 1994 Anatoli Kostenko das Amt Verteidigungsministers. Aufgrund von Korruptionsvorwürfen in der Führung der Streitkräfte trat Kostenko im Juni 1995 zurück.
Als Gegenleistung für einen eher geringen Kredit in Höhe von 25 Millionen Euro zugunsten von Belarus wurde am 8. Januar 1995 mit Russland ein Pachtvertrag abgeschlossen, der den russischen Streitkräften bis 2020 die Nutzung von militärischen Anlagen und Stützpunkten in Belarus gewährt. Am 11. Januar 1995 akzeptierte Belarus auch das Angebot der NATO über eine militärische Zusammenarbeit im Rahmen der Partnerschaft für den Frieden (PfP). Im Februar 1995 setzte die belarussische Regierung die Umsetzung des Vertrages über Konventionelle Streitkräfte in Europa (KSE) von 1990 wegen finanzieller Probleme außer Kraft und ratifizierte erst 2004 das 1999 in Istanbul verabschiedete Übereinkommen über die Anpassung des KSE-Vertrages.
Im Januar 1997 übernahm der bisherige Generalstabschef Tschumakow das Amt des bisherigen Verteidigungsministers, konnte aber keine Fortschritte in den Aufbau der militärischen Infrastruktur schaffen. Auch die Einsatzbereitschaft der Waffensysteme war nicht völlig hergestellt. So waren nach westlichen Angaben von den in Belarus vorhandenen 130 Kampfflugzeugen nur rund ein Drittel einsatzbereit.
Am 19. Dezember 1997 wurde erneut ein Vertrag zwischen der Republik Belarus und der Russischen Föderation über die Militärzusammenarbeit und das Abkommen über die gemeinsame Gewährleistung der Regionalsicherheit im Militärbereich abgeschlossen. Am 22. Januar 1998 erfolgte auf einer Sitzung des Höchsten Rates der Russisch-Belarussischen Union in Moskau die Einigung über eine Konzeption für die gemeinsame Verteidigungspolitik. Seit der Streitkräftereform 2001 gibt es zwei Territorialkommandos in Hrodna (vormals der Sitz der 28. Armee) und Baryssau (vormals 65. Armee).
Im Juni 2006 wurde ein russisch-belarussisches Großmanöver mit 8800 Soldaten abgehalten. Im November 2006 lieferte Russland gebrauchte Flugabwehrraketensysteme vom Typ S-300PS an die belarussischen Streitkräfte. Der Verteidigungshaushalt betrug im gleichen Jahr 421 Millionen US-Dollar.
Im Rahmen einer gemeinsamen GUS-Luftabwehr unterhält Russland eine Radarstation bei Baranawitschy vom Typ „Wolga“, die auch zur Erfassung von ballistischen Raketen dient. Außerdem haben beide Seiten ihre Rüstungsindustrien sowie -exporte eng aufeinander abgestimmt.
Während der Großübung Sapad-2021 kündigte der belarussische Staatspräsident Aljaksandr Lukaschenka an, Rüstungsgüter im Wert von 850 Millionen Euro vom Nachbarland Russland zu erwerben. Darunter sollen laut BelTA mehrere Flugzeuge, Hubschrauber und das Luftabwehrsystem S-400 Triumf gekauft werden.
Am 2. März 2022 verhängte die Europäische Union im Zusammenhang mit dem Überfall Russlands auf die Ukraine 2022 und der Unterstützung dabei durch Belarus gegen 22 hochrangige Militärs Sanktionen.

### Stationierung von Nuklearwaffen in Belarus – ab 2023
Die nach zehn Jahren erneuerte Militärdoktrin des Unionsstaates (2021) wurde auf einer Sitzung des Obersten Staatsrates des Unionsstaates Russland–Belarus am 4. November 2021 gebilligt. Sie ist Bestandteil der Vereinbarungen über die „Wichtigsten Richtungen der Umsetzung der Punkte des Vertrages über die Schaffung des Unionsstaates 2021–2023“, neben 28 Ressortprogrammen des Unionsstaates.
Moskau und Minsk einigten sich Ende März 2023 darauf, taktische Kernwaffen auf dem Territorium von Belarus zu stationieren. US-Inspektionen in russischen Atomanlagen schließt Russland aus.
Ab April 2023 wurden die Belarussischen Streitkräfte von Russland mit Trägermitteln für taktische Kernwaffen ausgestattet. Das umfasst die Übergabe der Raketenkomplexe ‘Iskander’ und der Zusatzausrüstung für Flugzeuge an die Streitkräfte Belorusslands sowie die Ausbildung von deren Besatzungen.
Im Juli 2023 wird auf dem Territorium von Belarus der Bau eines speziellen Lagers für  Gefechtsköpfe der taktischen Kernwaffen Russlands abgeschlossen, die laut der Militärdoktrin des Unionsstaates (2021) ausdrücklich in Russlands Hoheit bleiben.

## Organisation
Belarus und Russland arbeiten militärisch sehr eng zusammen. Im Falle eines Angriffs auf Belarus würde das Land die Luftverteidigung übernehmen, während Russland die Operationsführung der Landstreitkräfte übernimmt. Die Streitkräfte von Belarus würden dann durch ein gemeinsames Oberkommando geführt, das von einem russischen General der Gruppe der russischen Truppen in Kaliningrad geleitet wird.
2007 betrug die Sollstärke der Streitkräfte rund 72.940 Soldaten, davon 18.170 bei den Luftstreitkräften. Die Anzahl der Reservisten (Dienstzeit in den letzten 5 Jahren) umfasst 290.000 Mann, diese werden jährlich zu zweimonatigen Übungen einberufen. Die aktive Dienstzeit für Wehrpflichtige beträgt 9 bis 12 Monate.

## Heer

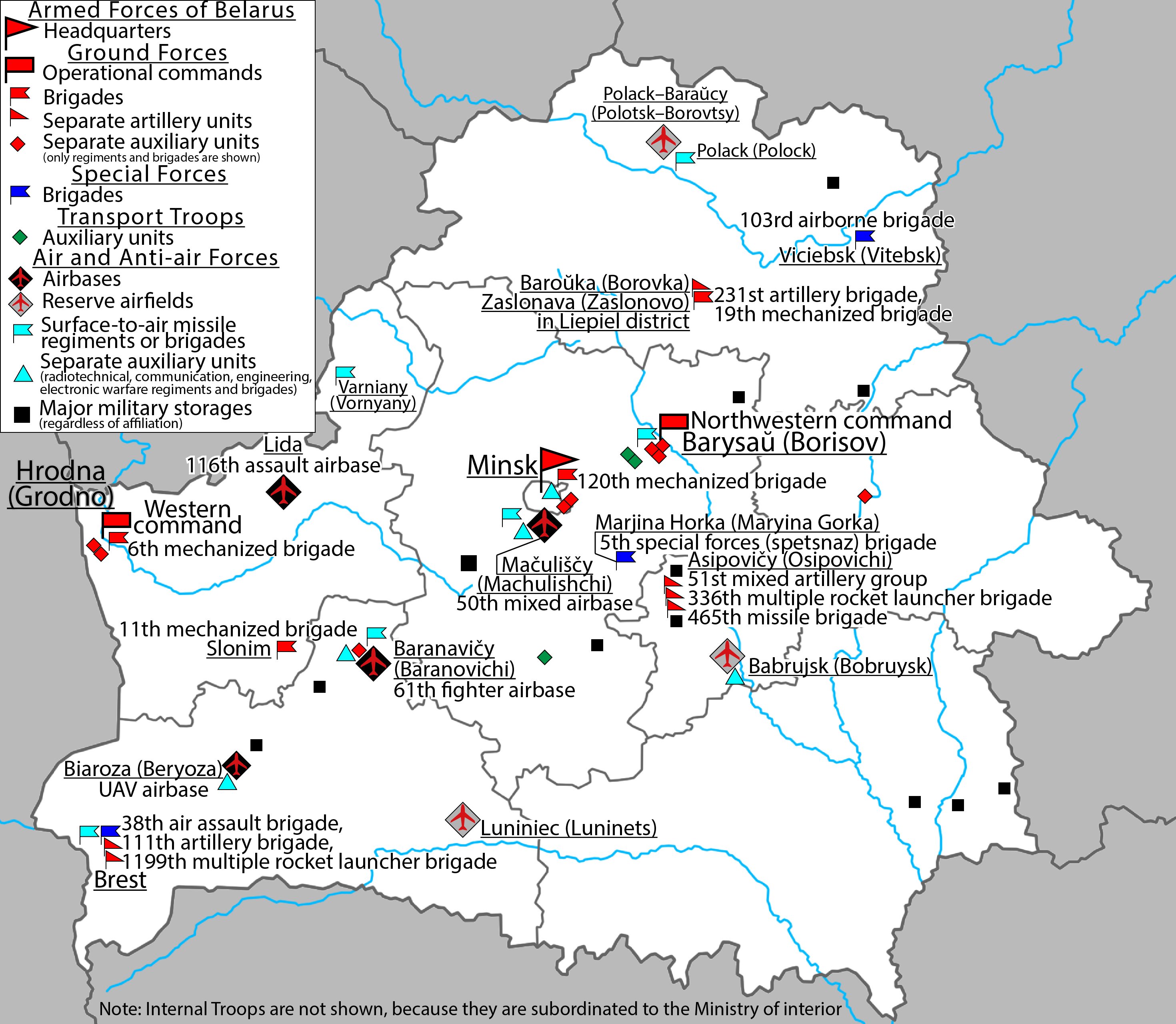
Stationierungsorte belarussischer Einheiten 2021

Die Landstreitkräfte umfassen 10.700 Soldaten.
Die Armee ist in zwei Kommandos gegliedert:
- Operatives Kommando West mit
  - zwei selbständige Schützenpanzerbrigaden
  - zwei Artillerieregimenter
  - ein Raketenartillerieregiment
  - ein Pionierregiment
  - ein Flugabwehrregiment

- Operatives Kommando Nordwest mit
  - einer selbständigen Schützenpanzerbrigade
  - eine Flugabwehrbrigade
  - zwei Artillerieregimenter
  - ein Raketenartillerieregiment

### Ausrüstung

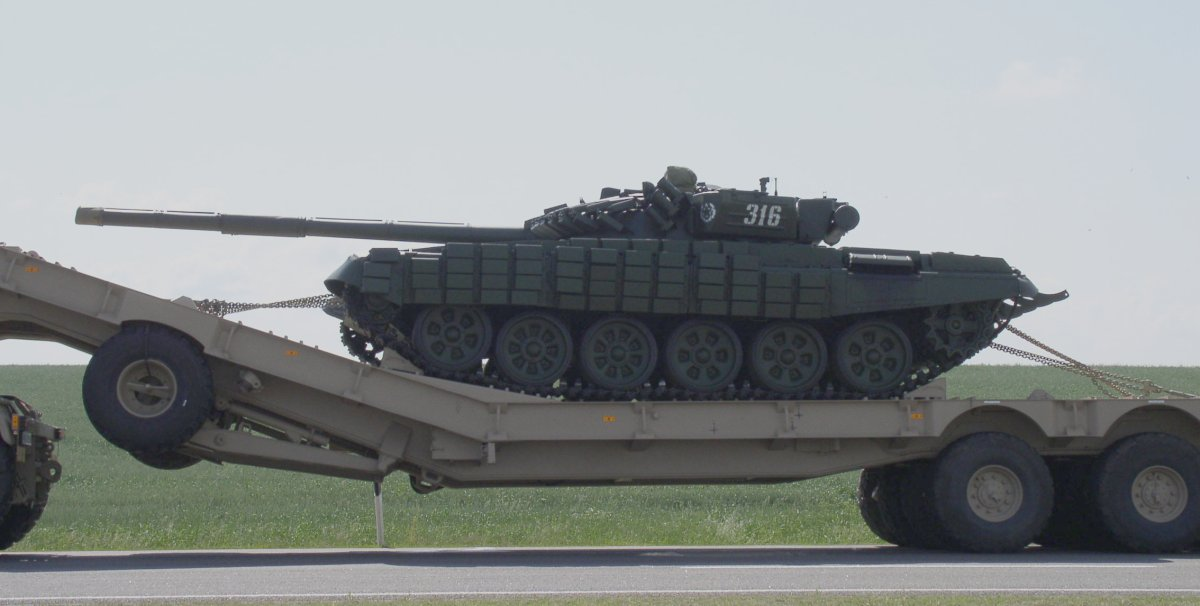
Belarussischer T-72B

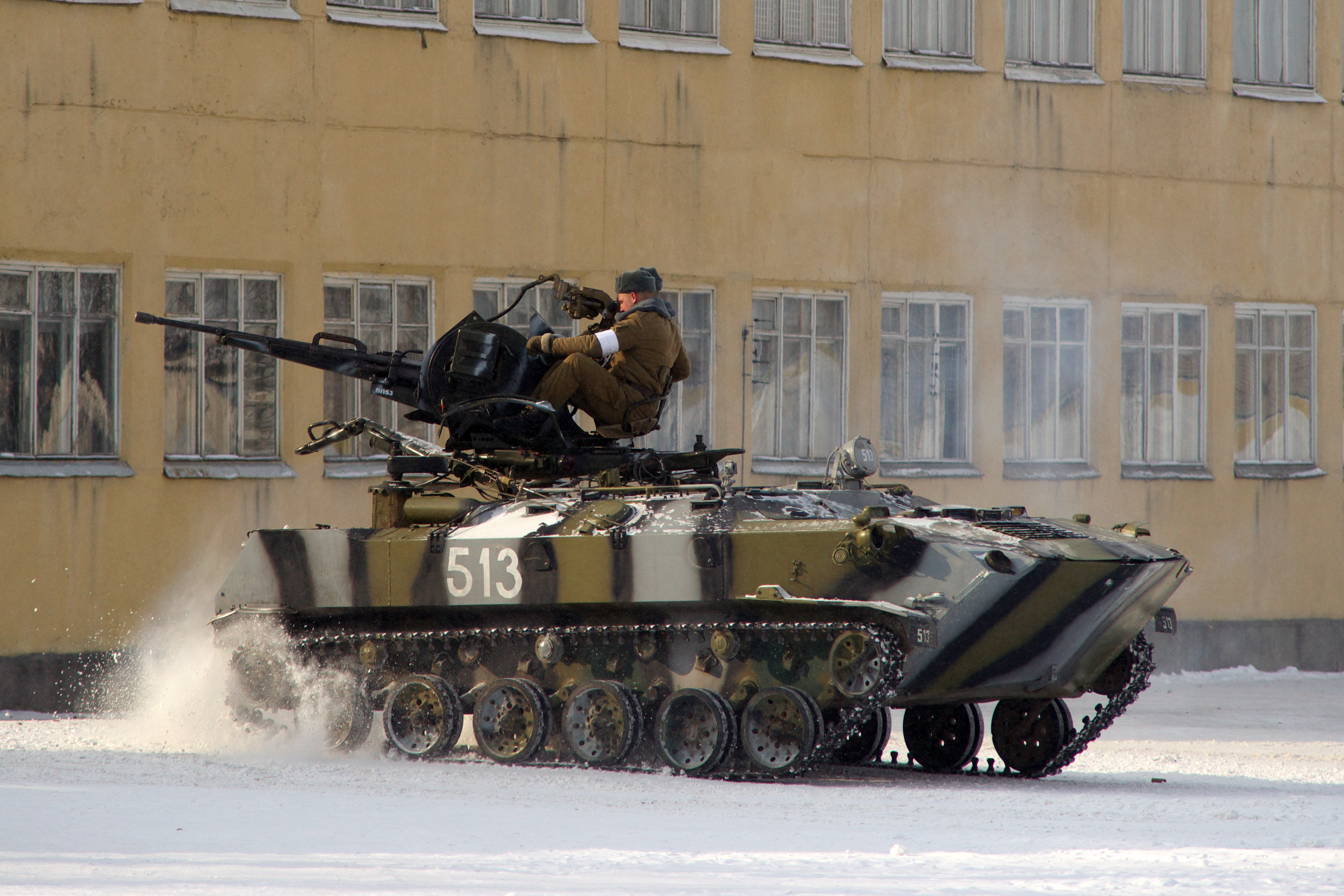
Belarussischer BTR-D mit ZU-23-2-Kanone

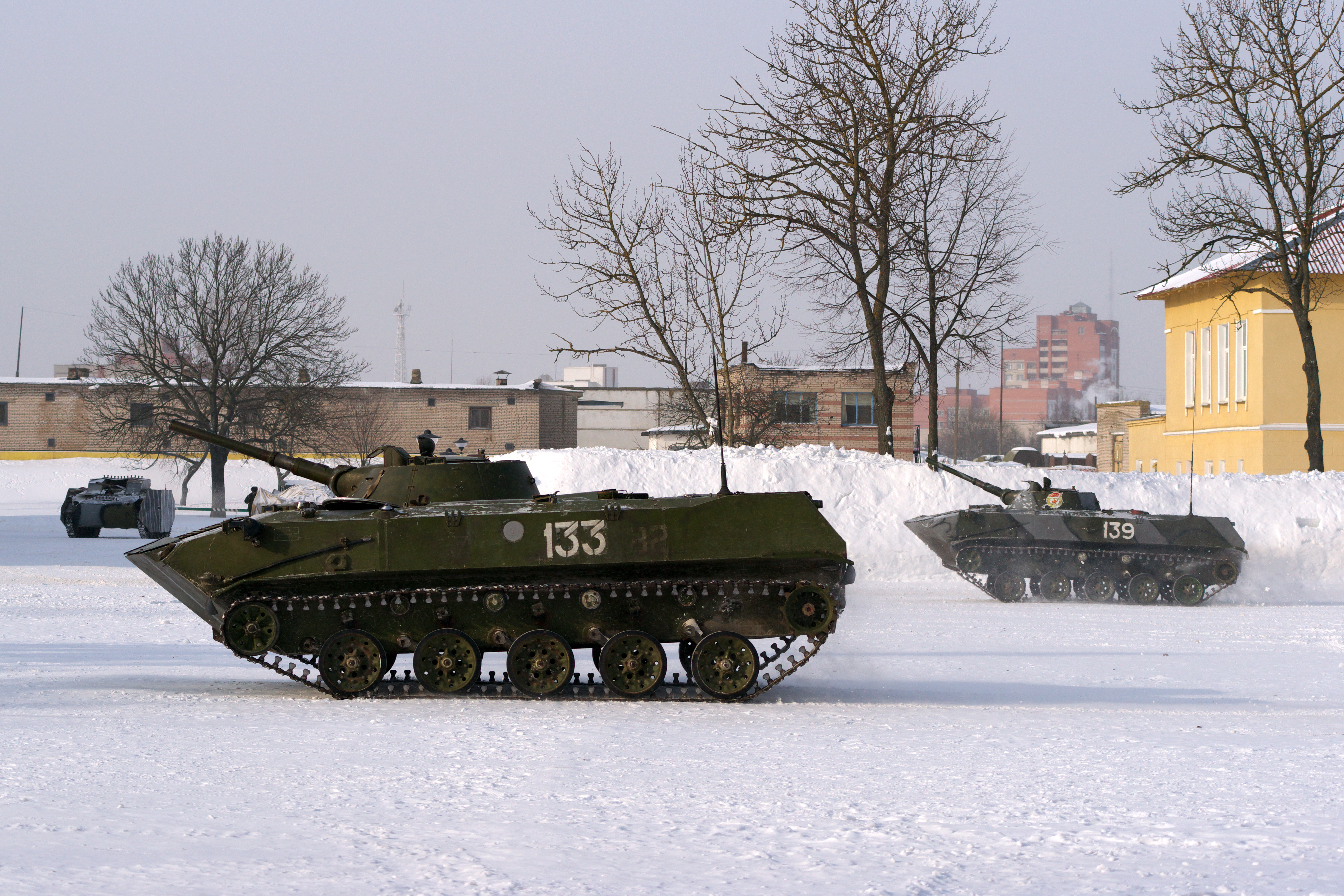
Belarussische BMD-1-Schützenpanzer

Die Ausrüstung der Landstreitkräfte der Republik Belarus ist im Wesentlichen sowjetischen oder russischen Ursprungs:
Kampfpanzer
- 537 T-72
  - 517× T-72 B
  - 20× T-72 B3

Spähpanzer
- 132× BRM-1
- 13+ BRDM

Schützenpanzer
- 932× BMP-2

Mannschaftstransportwagen
- 58× MT-LB

Mehrzweckfahrzeug
- 8× CS/VN3 B

Pionierpanzer
- BAT-2
- IMR-2
- MT-LB
- 20× MTU-20
- 4× MT-50 A
- UR-77

ABC-Abwehr
- BRDM-2 RKhB
- NRBC
- BTR-80 RKhM-4
- MT-LB RKhM-K

Artillerie
- 125× 2S1
- 125× 2S3
- 71× 2S5
- 14× 2S12
- 12× 2S19
- 72× 2A65
- 128× BM-21
- 36× BM-27

Flugabwehr
- 2K22
- SU-23

## Luftstreitkräfte

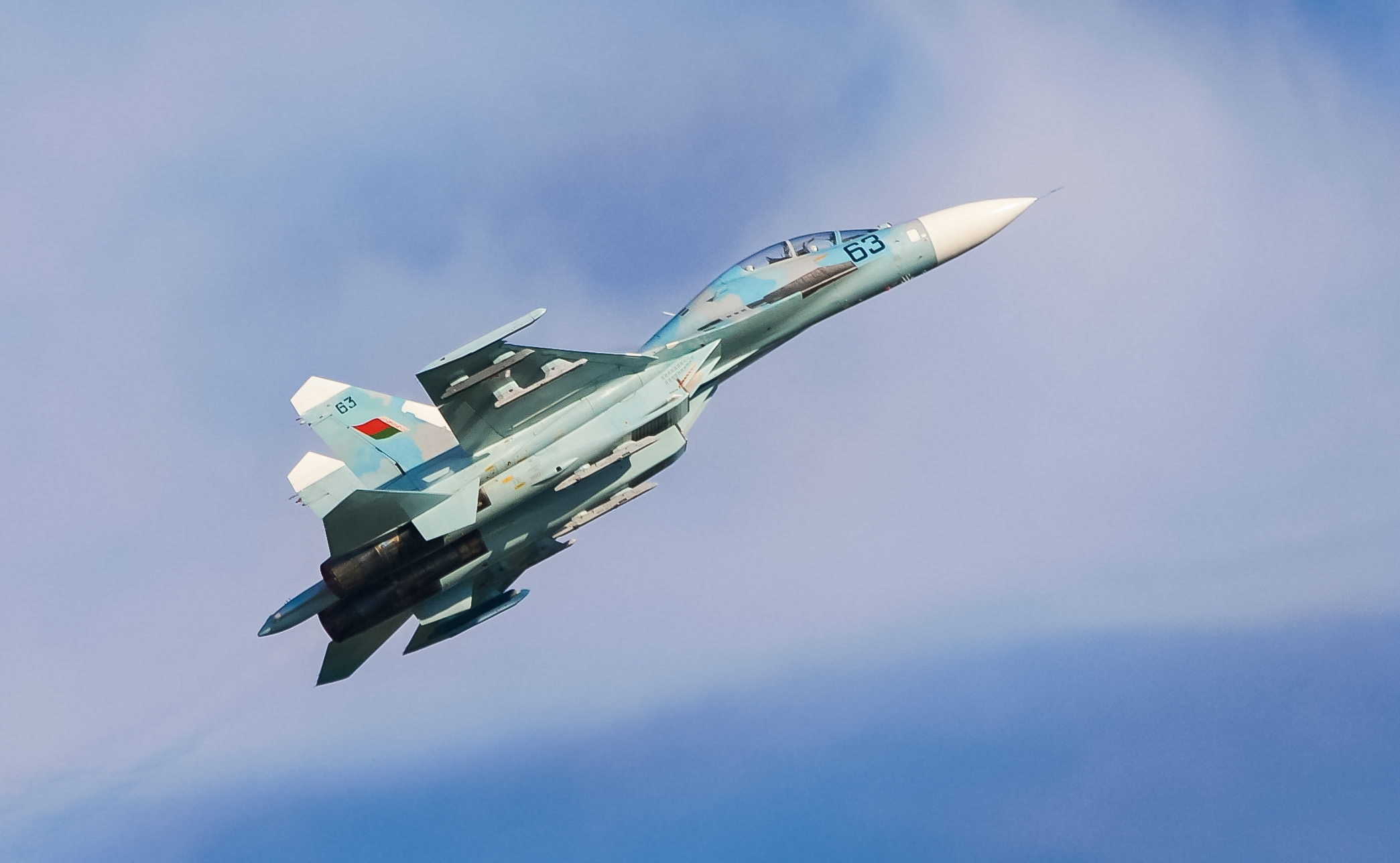
Belarussische Su-27UBM im August 2009, während eines Trainingsfluges vor der Radom-Flugschau 2009. Am zweiten Tag der Veranstaltung stürzte die Maschine ab, beide Piloten kamen ums Leben.

Den Luftstreitkräften von Belarus mit 11.750 Soldaten mangelt es an moderner Ausrüstung und intensiver Ausbildung der Piloten, was auf den geringen Verteidigungsetat zurückzuführen ist. Im Dezember 2001 wurden die beiden Bereiche Luftstreitkräfte (WWS) und Luftverteidigung (PWO) zusammengefasst.
Die wichtigsten Stützpunkte der Luftstreitkräfte sind in Baranawitschy und Bereza.
Zu den Verbänden der Luftstreitkräfte gehören:
- zwei Staffeln mit MiG-29 Kampfflugzeugen
- zwei Staffeln mit Su-25 Erdkampfflugzeugen
- eine Transport-Basis mit An-24, An-26, Il-76 und Tu-134
- mehrere Staffeln mit Aero L-39 Schulflugzeugen
- mehrere Staffeln mit Mil Mi-24/Mi-35 Kampfhubschrauber
- mehrere Staffeln mit Mil Mi-8 und Mil Mi-26 Mehrzweckhubschrauber

### Ausrüstung

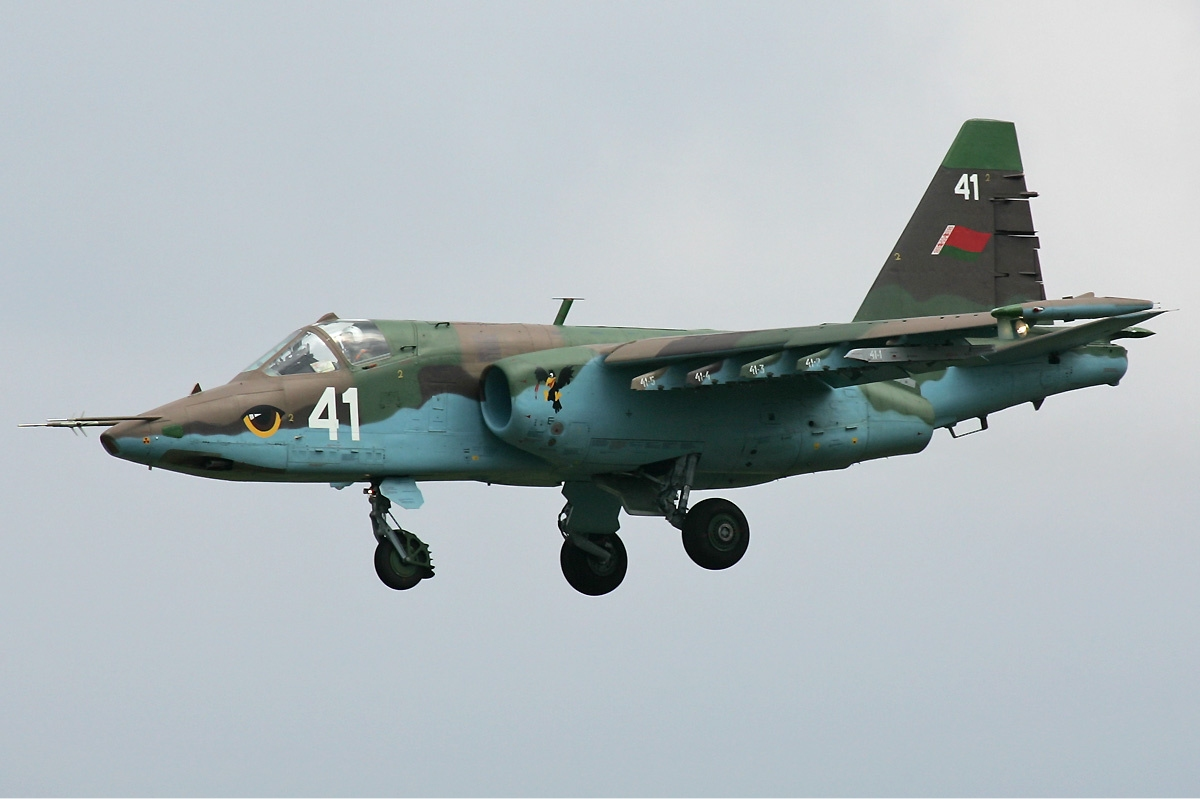
Belarussische Su-25

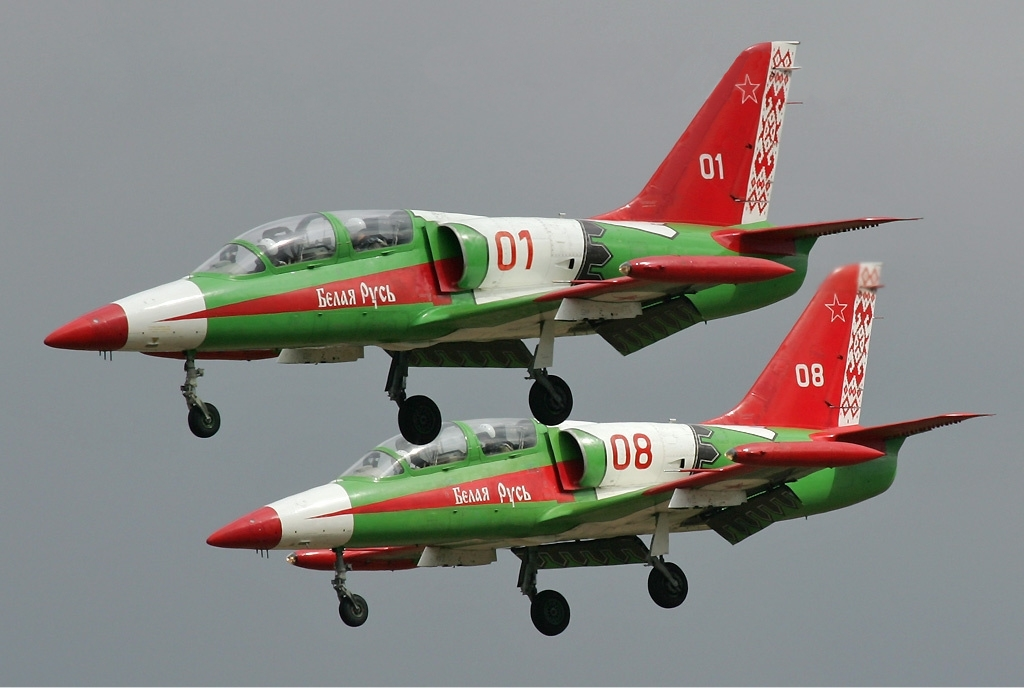
Aero L-39 der belarussischen Luftwaffe

Die Luftstreitkräfte verfügen überwiegend über Ausrüstung aus der ehemaligen Sowjetunion bzw. aus Russland. Weitere Lieferländer in den letzten Jahren sind Polen und die Ukraine.

#### Flugzeuge
Mehrzweckkampfflugzeuge
- 39× MiG-29
- 4× Suchoi Su-30 (8 weitere bestellt)

Erdkampfflugzeug
- 68× Suchoi Su-25

Transportflugzeuge
- 1× An-24

- 2× An-26
- 2× Iljuschin Il-76
- 1× Tu-134

Schulflugzeuge
- 10× Aero L-39
- 1× Su-27 (wurden größtenteils ausgemustert)[14]
- 12× Jak-130

#### Hubschrauber
Mehrzweckhubschrauber
- 2× Mil Mi-2
- 36× Mil Mi-8
- 4× Mil Mi-26

Kampfhubschrauber
- 21× Mil Mi-24/Mi-35 (4 weitere bestellt)

Schulungshubschrauber
- 6× Mil Mi-2

Ausgemustert: Su-24
Im Mai 2011 teilte der Vorsitzende des Staatlichen Komitees für Rüstungsindustrie Sergej Gurulew mit, dass Belarus beabsichtige, seine Luftstreitkräfte mit neuen Flugzeugen der Typen MiG-35 und Su-30 zu modernisieren und außerdem die Beschaffung von Iskander-Kurzstreckenraketen in Erwägung ziehe.

## Spezialeinheiten

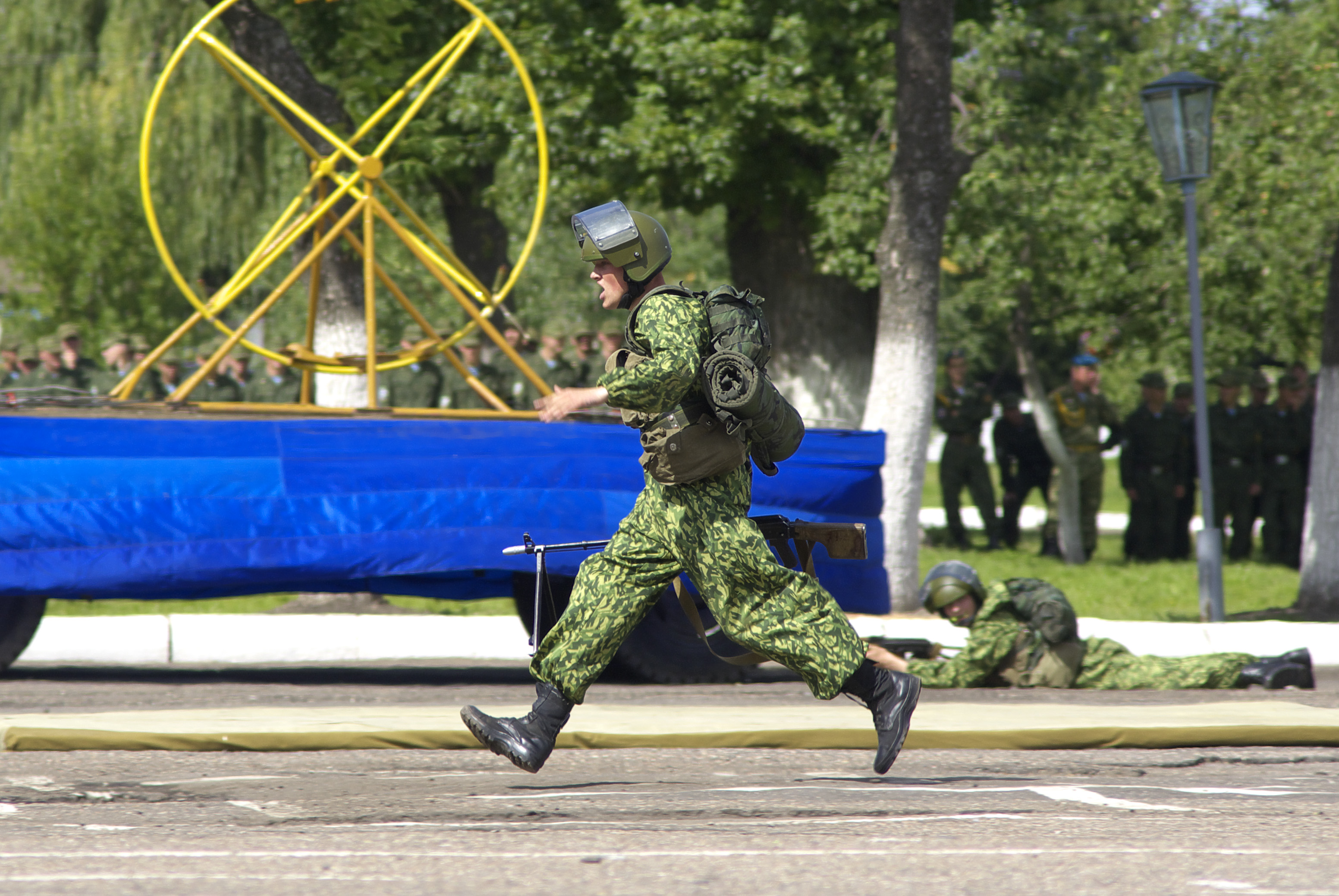
Soldat der 103. selbständigen Garde-Luftlandebrigade

Die belarussischen Spezialeinheiten bestehen aus 5900 Soldaten und werden vom Generalmajor Wadsim Dsenissenka geleitet. Zu den Verbänden der Spezialeinheiten gehören:
- 38. selbständige Garde-Luftsturmbrigade; stationiert in Brest
- 103. selbständige Garde-Luftlandebrigade; stationiert in Wizebsk
- 5. selbständige Brigade zur speziellen Verwendung; stationiert in Marjina Horka

### Ausrüstung
Mannschaftstransportwagen
- 32× BTR-70 M1
- 153× BTR-80

Artillerie
- 24× D-30
- 18× 2B23

Panzerabwehrraketen
- 9K111 Fagot
- 9K113 Konkurs
- 9K115 Metis

## Spezialisierte Kräfte
Die Spezialisierten Kräfte bestehen aus 17.000 Soldaten und sind direkt dem Verteidigungsministerium unterstellt. Ihre Aufgabe ist es, die anderen Teilstreitkräfte zu unterstützen. Zu den Verbänden der Spezialisierten Kräfte gehören:
- Einheit für Elektronische Kampfführung
- Fernmeldetruppe
- Pioniere
- Einheit für ABC-Abwehr
- Navigations- und Topographiedienst

### Ausrüstung
Mannschaftstransportwagen
- 20× MT-LB

ABC-Abwehr
- BRDM 2RKhB
- BTR-80 RKhM-4
- MT-LB RKhM-K

Artillerie
- 36× 2S5
- 36× 2A65
- 36× BM-30
- 4× Polonez

Boden-Boden-Raketenwerfer
- 36× 9K79
- 60× 9K72